# William Andrews Nesfield
William Andrews Nesfield (1793-1881) artiste anglais, peintre de paysage et paysagiste.

## Biographie
Nesfield est né à Lumley Park à County Durham. En 1808, après la mort de sa mère, la famille déménage à quelques kilomètres de là, à Brancepeth, où son père devint recteur de l'église St Brandon. Sa belle-mère, Marianne Mills, est la tante du célèbre architecte Anthony Salvin qui épousa la sœur cadette de Nesfield.
Nesfield fait ses études à l'école de Durham, alors situé sur le Palace Green (en) et il est diplômé du Trinity College de Cambridge.
Il fait une carrière militaire et combat sous Wellington en Espagne et à Waterloo. Il a également servi pendant deux ans au Canada, où il était présent au siège de Fort Erie et à la bataille de Chippawa. Il prend sa retraite en 1816 et entreprend une carrière de peintre d'aquarelles.

## Œuvre

### Peinture
Peintre de paysage, il gagne les éloges de John Ruskin avec ses chutes d'eau. Il expose à la Royal Watercolour Society.
- Cercle de pierres près de Tormore, île d'Arran (1828), aquarelle, 25 × 30 cm, Victoria and Albert Museum, Londres[2]
- Bamburgh Castle, Northumberland (1832), aquarelle, 65 × 90 cm (encadré), Victoria and Albert Museum, Londres[3]
- Déchargement des prises devant un château en ruine au coucher du soleil (1840), crayon et aquarelle, Collection privée vente Christie's 2011[4]
- Première équipe australienne à visiter l'Angleterre pour jouer un match de cricket contre Willsher's Gentlemen à Chilham Castle, Kent, août 1878 (1878), huile sur toile, 38 × 51 cm, National Library of Australia[5]
- Château de Kidwelly, Carmarthenshire, crayon et aquarelle, 25 × 36 cm, Collection privée vente Christie's 2007[6]
- Loch Fad, île de Bute, crayon et aquarelle, 25 × 36 cm, Collection privée vente Christie's 2000[7]

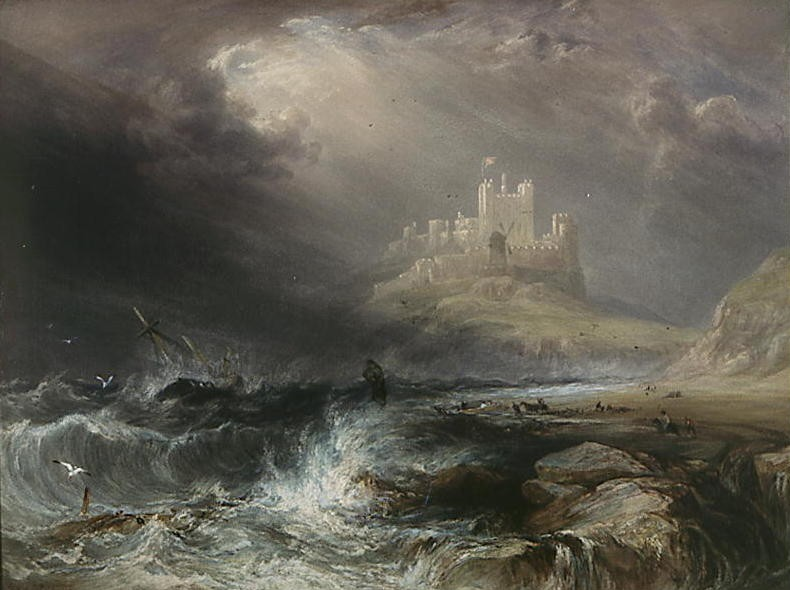
Bamburgh Castle, Northumberland, 1832 Victoria and Albert Museum
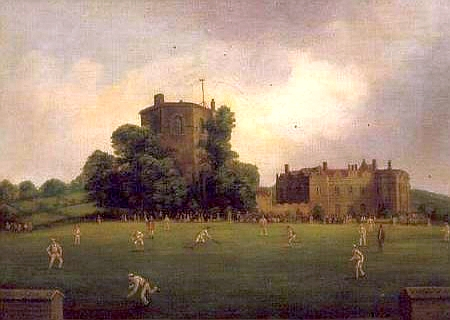
Equipe australienne, 1878 National Library of Australia
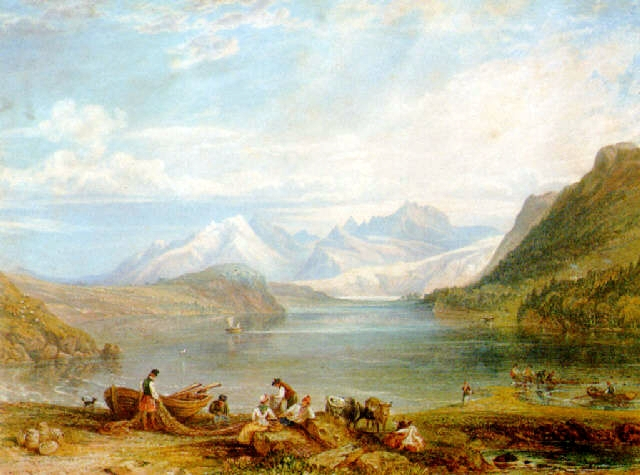
Loch Fad, île de Bute Collection privée

### Architecte paysagiste
Il commence à travailler comme architecte paysagiste professionnel, avec l'encouragement de Salvin.
De 1840 jusqu'à sa mort en 1881, il réalisa seul ou avec ses fils Arthur Markham et William Eden Nesfield, 259 commandes dans les îles britanniques. Sa formation militaire lui a permis en particulier, de concevoir les plans d'eau dans plusieurs de ses jardins.
Witley Court , Worcestershire

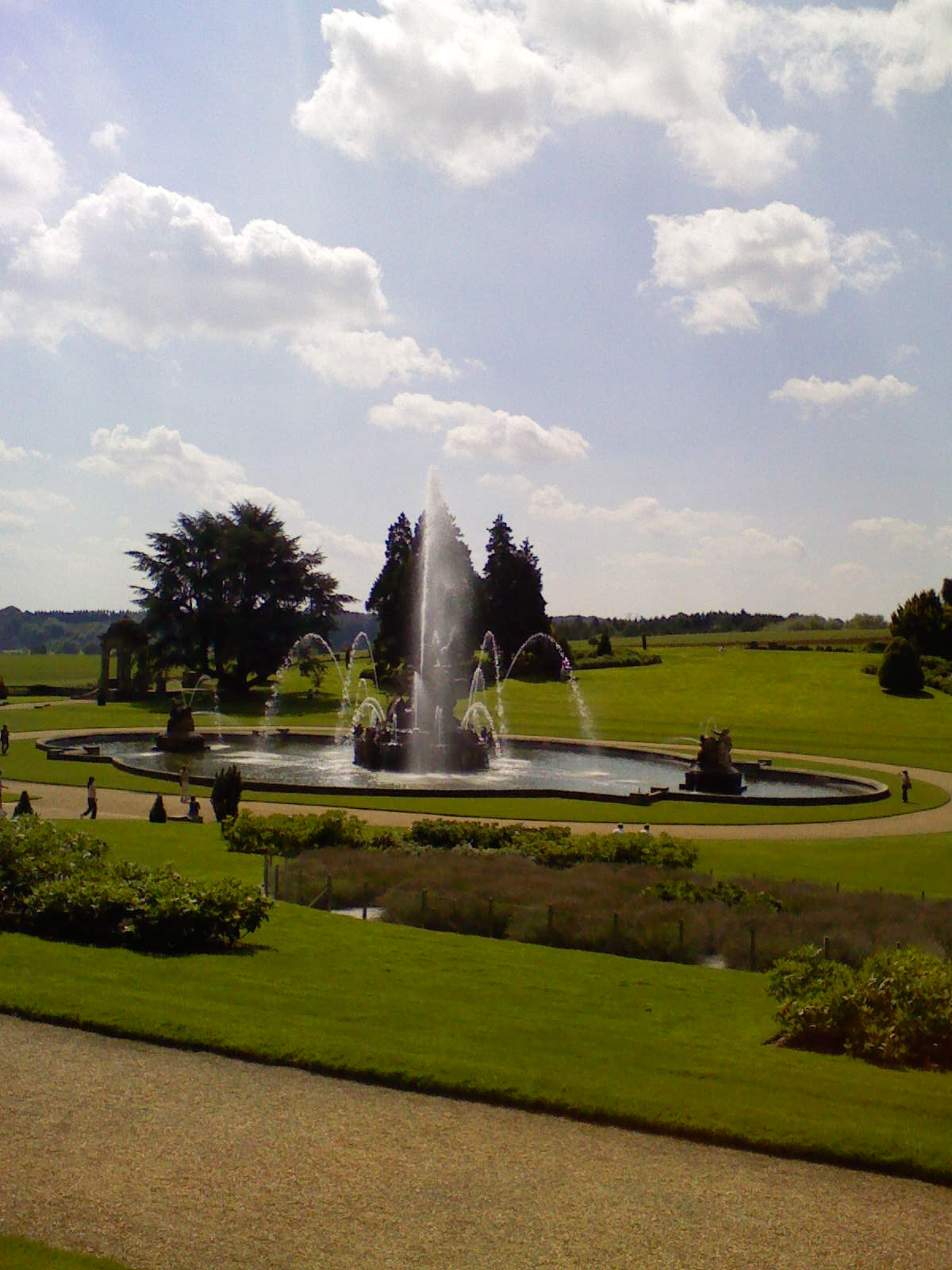
Fontaine à Witley Court

Il dessine en 1853 deux immenses fontaines dans le parc de Witley Court dans les Collines de Malvern du Worcestershire. La plus grande, celle de Persée et Andromède, est restaurée par l'English Heritage. C'est la pièce maîtresse triomphante des jardins élégants conçus par Nesfield, qui les décrits comme son «travail de monstre». Elle a 120 jets séparés cachés parmi des coquillages géants, des nymphes de mer, des dauphins et un serpent monstrueux. Les jardins et la fontaine ont été conçus pour refléter la richesse de John Ward, 1er comte de Dudley et la grandeur de son manoir à l'italienne, souvent visité par la royauté et d'autres riches propriétaires terriens. Le château est aujourd'hui une ruine depuis un important incendie en 1937.
Château Howard, Yorkshire du Nord
Nesfield remodèle le lac sud du Château Howard dans le North Yorkshire dans les années 1850. Dix ans plus tard, entre le lac sud et New River Bridge, il construit la cascade et le bassin de Temple Hole. Ces éléments se sont dégradés après que la 9e comtesse ait changé la plantation de Nesfield qui entourait le lac sud.
Oxon Hoath, Kent
Oxon Hoath à Hadlow, dans le Kent est construit il y a plus de 600 ans par Sir John Culpeper, un chevalier du roi Henry V, pour en faire un parc royal pour les bœufs et les cerfs. Sir William, fils de l'amiral Sir Francis Geary, engage Nesfield pour créer les jardins formels dans le style de Capability Brown. Les jardins d'Oxon Hoath sont aujourd'hui les seuls jardins de parterre non modifiés en Angleterre.
Kew Gardens, London

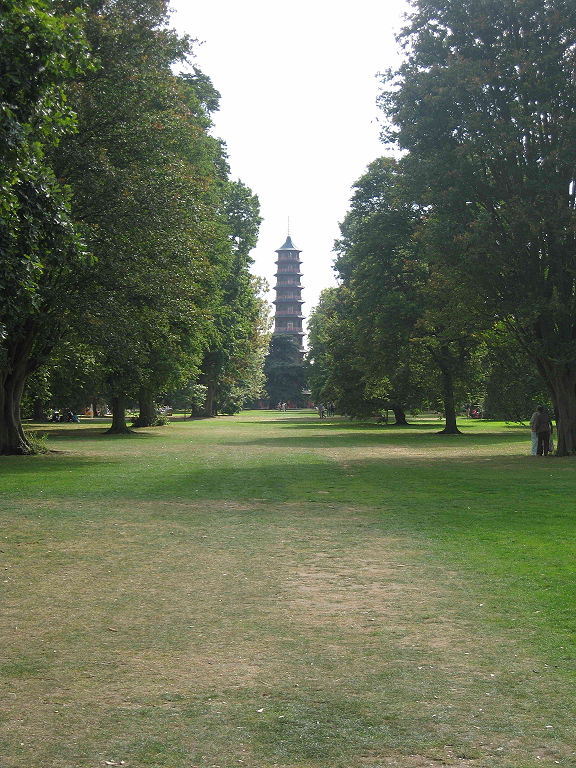
The Pagoda Vista
Kew Gardens

Trois grands panoramas sont la signature de Nesfield dans les Kew Gardens de Londres. Dans un modèle de «pied d'oie» rayonnant à partir de la Palm House, Pagoda Vista est une promenade gazonnée d'environ 850 m de long. Syon Vista est une autre promenade, large, en gravier s'étendant sur 1 200 m vers la Tamise. La troisième promenade, courte, vue en éventail depuis le coin nord-ouest de la Palm House, se concentre sur un seul cèdre du Liban du XVIIIe siècle vers le palais. L'idée de Nesfield de pouvoir à la fois voir et marcher jusqu'à la pagode le long de la ligne centrale de Kew Gardens est, en fait, un retour au paysage du début du siècle.
Treberfydd, Brecon
La demeure de Treberfydd est construite près de Brecon par John Loughborough Pearson pour la famille Raikes en 1852. Le parc est le seul exemple restant d'un jardin Nesfield encore entretenu par les descendants du propriétaire pour qui il l'a créé. Il contient l'une de ses vues emblématiques, appelée The Long Walk que l'on peut voir en se tenant à la porte des jardins potagers et en regardant en arrière à travers un bois paysager, vers les pelouses bien entretenues du domaine.
Neuport House, Herefordshire
C'est une œuvre modeste mais typique de son style avec une pelouse semi-circulaire, des bordures et des haies d'if soigneusement taillées.